# Růžena Škodová-Davoodi

Ruzena Škodová-Davoodi

Růžena Škodová-Davoodi, geborene Škodová (* 14. Februar 1948 in Chomutov, Tschechoslowakei) ist eine ehemalige Bundesligaspielerin der Damenbasketballmannschaft des TSV Osnabrück und des  VfL Bochum BG.
Die in Chomutov geborene Růžena wuchs in Prag auf, wo sie ihren ersten Mann, den Schachmeister Otto Borik kennenlernte. Zusammen flüchteten sie wegen der gewaltsamen Niederschlagung des Prager Frühlings durch die sowjetische Rote Armee in die Bundesrepublik Deutschland. Dort erhielt sie einige Jahre später die deutsche Staatsangehörigkeit.
Die 1987 bei Heiner Zieschang unter dem Namen Růžena Davoodi, dem Namen ihres zweiten Mannes, promovierte Mathematikerin hatte unter dem Namen Růžena Borik, dem Namen ihres ersten Mannes, auch Erfolge als Schachspielerin beim SG Bochum 31. So gewann sie 1973 die Einzelmeisterschaft Nordrhein-Westfalens der Frauen in Brilon. Im Jahre 1972 stieg sie mit der Frauenmannschaft des TSV Osnabrück nach einem Entscheidungsspielsieg über den Post SV Hannover im neutralen Hameln in die Bundesliga auf.
Nachdem sie beim TSV Osnabrück und VfL Bochum BG gespielt hatte, spielte sie in den 1980er Jahren in der Frauenbasketballmannschaft des BG Südpark Bochum. Unter ihrem damaligen Namen  Růžena Heinen ist sie außerdem mehrfache deutsche Meisterin im Basketball Mixed für Senioren.
Sie ist seit 2017 Mitglied der Piratenpartei Deutschland. Sie legte 2015 den Namen Heinen ihres dritten Mannes ab und nahm den Namen Škodová-Davoodi als Nachnamen an.  Sie hat eine Tochter und einen Sohn. Auf dem Landesparteitag der Piratenpartei Baden-Württemberg am 26. & 27. November 2021 in Reutlingen wurde sie als eine von vier stellvertretenden Vorsitzenden in den Landesvorstand der Piratenpartei Baden-Württemberg gewählt. Im März 2023 wurde sie auf dem Landesparteitag der Partei für 2 weitere Jahre wiedergewählt.

## Werk
- Unteralgebren der Lie-Algebren und Untergruppen der Bewegungsgruppe des elliptischen Raumes, Bochum, Univ., Diss., 1987